# National Council on Privatisation (Nigeria)
National Council on Privatization (NCP) är en nigeriansk myndighet eller utredningsenhet finansierad av Nigerias regering och med uppgift att utreda, besluta och överse processer rörande marknadsreformer och privatiseringar i Nigeria. Organisationens sekretariat är Bureau of Public Enterprises. Sedan organisationen grundades och fram till 2017 har över 140 statliga företag i Nigeria privatiserats under översyn av NCP.